# Campionat del Món de Trial 1994
|  | Per al campionat del món en pista coberta d'aquell any, vegeu Campionat del Món de Trial indoor 1994 |

La temporada de 1994 del Campionat del Món de trial fou la 20a edició d'aquest campionat, organitzat per la FIM. El calendari oficial constava de 10 proves puntuables, celebrades entre el 16 d'abril i el 24 de juliol.
Jordi Tarrés va guanyar el sisè dels seus set títols mundials, el segon amb la Gas Gas. Tarrés va guanyar set de les deu proves puntuables i va superar clarament el subcampió, Tommi Ahvala, que aquell any havia passat d'Aprilia a Fantic. El tercer i quart classificats van ser dos catalans, Joan Pons i Marc Colomer (aquest, empatat a punts amb el cinquè, Takumi Narita) i el sisè, un jove pilot de Beta, Dougie Lampkin. L'anglès, aleshores de divuit anys i en la seva segona temporada al mundial, va guanyar la seva primera prova puntuable a Gran Bretanya. Darrere seu, en setè lloc, es classificà Diego Bosis, que aquell any havia canviat de Fantic a Beta.
El 1994 s'escaigué la 28a edició del Trial de Sant Llorenç, prova emblemàtica d'aquest campionat per al qual havia puntuat anualment d'ençà de 1970. En aquesta ocasió, era la vuitena prova de la temporada i es feu el 10 de juliol, a Tossa de Mar. A partir de la temporada següent, Catalunya deixà d'organitzar el Gran Premi d'Espanya de trial de forma ininterrompuda i aquesta prova anà itinerant per diversos indrets de l'estat espanyol, tornant de tant en tant als Països Catalans.

## Sistema de puntuació
Barem de puntuació a partir de 1984:
| Posició | 1  | 2  | 3  | 4  | 5  | 6  | 7 | 8 | 9 | 10 | 11 | 12 | 13 | 14 | 15 |
| Punts   | 20 | 17 | 15 | 13 | 11 | 10 | 9 | 8 | 7 | 6  | 5  | 4  | 3  | 2  | 1  |

## Calendari
| Ronda | Data         | Prova         | Lloc                | Guanyador      |
| ----- | ------------ | ------------- | ------------------- | -------------- |
| 1     | 16 d'abril   | Irlanda       | Kilbroney Park      | Jordi Tarrés   |
| 2     | 24 d'abril   | Gran Bretanya | Hoghton Tower       | Dougie Lampkin |
| 3     | 15 de maig   | Bèlgica       | Bilstain            | Tommi Ahvala   |
| 4     | 23 de maig   | Alemanya      | Osnabrück           | Jordi Tarrés   |
| 5     | 6 de juny    | Txèquia       | Nepomuk             | Jordi Tarrés   |
| 6     | 12 de juny   | França        | Bréal-sous-Montfort | Jordi Tarrés   |
| 7     | 26 de juny   | Estats Units  | Donner Ski Ranch    | Jordi Tarrés   |
| 8     | 10 de juliol | Espanya       | Tossa de Mar        | Jordi Tarrés   |
| 9     | 17 de juliol | Itàlia        | Imer de Presolana   | Diego Bosis    |
| 10    | 24 de juliol | Suïssa        | Biasca              | Jordi Tarrés   |

Notes
1. ↑  A Rostrevor, Comtat de Down
2. ↑  A Hoghton, Lancashire
3. ↑  A Nordern, Califòrnia

## Classificació final
| Posició | Pilot                | Motocicleta | Punts |
| ------- | -------------------- | ----------- | ----- |
| 1       | Jordi Tarrés         | Gas Gas     | 185   |
| 2       | Tommi Ahvala         | Fantic      | 140   |
| 3       | Joan Pons            | Gas Gas     | 119   |
| 4       | Marc Colomer         | Beta        | 101   |
| 5       | Takumi Narita        | Beta        | 101   |
| 6       | Dougie Lampkin       | Beta        | 97    |
| 7       | Diego Bosis          | Beta        | 95    |
| 8       | Donato Miglio        | Gas Gas     | 88    |
| 9       | Angel García         | Gas Gas     | 81    |
| 10      | Steve Colley         | Beta        | 81    |
|         |                      |             |       |
| 16      | Marcel Justribó      | Gas Gas     | 13    |
|         |                      |             |       |
| 18      | José Antonio Benítez | Beta        | 12    |
|         |                      |             |       |
| 20      | Gabriel Reyes        | Montesa     | 4     |
|         |                      |             |       |
| 23      | Jordi Picola         | Montesa     | 1     |